# Peribolodes
Peribolodes là một chi bướm đêm thuộc họ Geometridae.